# ハム・ソヒ
ハム・ソヒ（韓国語: 함서희, ラテン文字転写: Seo Hee Ham、1987年3月8日 - ）は、韓国の女性総合格闘家、キックボクサー。江原道出身。CMA KOREA TEAM MAD所属。第2代RIZIN女子スーパーアトム級王者。初代ROAD FC女子アトム級王者。第2代DEEP JEWELSアトム級王者。

## 来歴
韓国ではキックボクシングや散打で活躍。2007年2月16日のDEEP・後楽園ホール大会で初来日し、当時の女子ライト級王者である渡辺久江を打撃で圧倒し3-0の判定勝ちを収め一躍注目を集めた。2度目の来日となった5月13日のclub DEEP富山ではMIKUに一本負けを喫したが、7月23日のCMAフェスティバル・後楽園ホール大会ではキックルールで藪下めぐみに3-0の判定勝利。9月6日にはスマックガールに初登場、Edgeを打撃で圧倒し3-0の判定勝利。12月26日にはスマックライト級（-52 kg）王者・辻結花に挑戦したが、0-3の判定負けで戴冠はならなかった。
2008年2月14日、スマックガールライト級（-52 kg）トーナメント1回戦で石岡沙織に判定勝ちするも、4月26日の準決勝では藤井惠に一本負け。

### JEWELS
2009年9月13日、JEWELS初参戦となったJEWELS 5th RINGのメインイベントで瀧本美咲と対戦し、判定勝ち。なお、前日計量で400gオーバーとなり減点1の状態で試合開始となった。
2010年3月19日、JEWELS 7th RINGでRENAとのシュートボクシングルールでのスペシャルエキシビションマッチを行った。
2010年7月31日、JEWELS 9th RINGのJEWELS初代ライト級（-52 kg）女王決定トーナメント1回戦で市井舞と対戦し、3-0の判定勝ちを収めた。
2010年12月17日、JEWELS 11th RINGのJEWELS初代ライト級（-52 kg）女王決定トーナメント準決勝で長野美香に2-1の判定勝ち。決勝では浜崎朱加に0-3の判定負けを喫し準優勝となった。
2011年2月25日、DEEP 52 IMPACTで石岡沙織と3年ぶりに再戦し、スタンドでもグラウンドでも石岡を圧倒し3-0の判定勝ちで返り討ちにした。その2日後の2月27日にはGLADIATORに参戦、藪下めぐみとのキックボクシングルールで3年半ぶりの再戦となったが、これも2ラウンドTKO勝ちで返り討ちにした。
2011年8月19日、シュートボクシングのGirls S-cup2011に出場。1回戦で藤野恵実に判定勝ち。準決勝でMINAに判定で勝利するも、決勝戦で神村エリカに判定で敗れ、準優勝となった。
2011年12月17日、JEWELS 17th RINGのJEWELSライト級タイトルマッチで王者の浜崎朱加に挑戦し、1R終了後のインターバル中にドクターチェックのあとセコンドのタオル投入によりTKO負けを喫した。
2012年8月25日、シュートボクシングのGirls S-cup 2012に出場。1回戦でリサ・ワードに判定勝ち。準決勝でRENAに判定負けを喫した。

#### JEWELS王座獲得
2013年5月25日、JEWELS 24th RINGのJEWELSフェザー級（-48 kg）タイトルマッチで王者のスギロックに挑戦し、判定勝ちを収め王座獲得に成功した。
2014年11月3日、DEEP JEWELS 6のDEEP JEWELSフェザー級（-48 kg）タイトルマッチで挑戦者の石岡沙織と対戦し、アームバーで一本勝ちを収め2度目の王座防衛に成功した。

### UFC
UFCにはアトム級（-47.6 kg）が無いため1階級上のストロー級（-52.2 kg）での参戦となった。
2014年12月12日、UFC初参戦となったThe Ultimate Fighter 20 Finaleでジョアン・コールダウッドと対戦し、0-3の判定負けを喫した。
2015年11月28日、UFC Fight Night: Henderson vs. Masvidalでコートニー・ケイシーと対戦し、判定勝ちを収め、ファイト・オブ・ザ・ナイトを受賞した。

### ROAD FC
2017年6月10日、ROAD FC 039のROAD FC女子アトム級王座決定戦で黒部三奈と対戦し、TKO勝ちを収め王座獲得に成功した。
2017年12月23日、ROAD FC 045: XXのROAD FC女子アトム級タイトルマッチで挑戦者のジン・ユウ・フライと対戦し、左ストレートでダウンを奪ってから追撃のパウンドでTKO勝利を収め王座の初防衛に成功した。
2018年12月15日、ROAD FC 051: XXのROAD FC女子アトム級タイトルマッチで挑戦者のパク・ジョンウンと対戦し、3-0の判定勝ちを収め2度目の王座防衛に成功した。

### RIZIN
2019年7月28日、RIZIN初出場となったRIZIN.17で前澤智と対戦し、TKO勝ち。
2019年12月31日、RIZIN.20のRIZIN女子スーパーアトム級タイトルマッチで王者の浜崎朱加と約8年ぶりの対戦となる通算3度目の対戦を行い、序盤の打撃の展開と後半に劣勢となるも、2Rにグラウンド状態で攻めたことで互角の展開となり、2-1の判定勝ちを収め、浜崎との通算対戦戦績を1勝2敗とすると共に王座獲得に成功した。
2020年10月16日、ハムとRIZINの契約を仲介していたROAD FCがハムをONEに引き抜かれたことでROADとハムの契約が解除となり、間接的にRIZINに参戦することも不可能となったため、RIZIN女子スーパーアトム級王座を返上することとなった。

### ONE Championship
ONEに移籍したことでその期間、33～34歳の間の約2年近く試合が組まれなかったため、戦友でもある浜崎朱加に「ハムちゃんかわいそう…。」と同情される事態となった。
2021年9月3日、約2年ぶりの試合となったONE：EMPOWERで行われた、ONE女子アトム級ワールドGP1回戦に出場。デニス・ザンボアンガを相手に判定2-1で勝利した。試合後にザンボアンガ陣営が判定に抗議したが結果は変わらなかった。その後、ハムは練習中に指を骨折し、ONEのトーナメントを離脱した。
2022年3月26日、 ONE Championship: ONE Xにて、デニス・ザンボアンガと再戦し、3-0の判定勝ちを収めた。
2023年3月25日、ONE Fight Night 8: Bhullar vs. Malykhinで平田樹と対戦し、3R判定勝ち。
2023年9月30日、ONE Fight Night 14で行われたONE世界アトム級王座決定戦でスタンプ・フェアテックスと対戦し、3RにボディストレートからのパウンドでTKO負けを喫し王座獲得に失敗した。本来は暫定王座決定戦として行われる予定だったが、初代ONE世界アトム級王者のアンジェラ・リーが試合直前に引退と王座返上を表明したため、正規王座決定戦に急遽変更された。

## 戦績

### 総合格闘技
| 総合格闘技 戦績 | 総合格闘技 戦績 | 総合格闘技 戦績 | 総合格闘技 戦績 | 総合格闘技 戦績 | 総合格闘技 戦績 | 総合格闘技 戦績 |
| --------------- | --------------- | --------------- | --------------- | --------------- | --------------- | --------------- |
| 35 試合         | (T)KO           | 一本            | 判定            | その他          | 引き分け        | 無効試合        |
| 26 勝           | 4               | 3               | 19              | 0               | 0               | 0               |
| 9 敗            | 2               | 2               | 5               | 0               | 0               | 0               |

| 勝敗 | 対戦相手                 | 試合結果                                 | 大会名                                                                               | 開催年月日     |
| ×    | スタンプ・フェアテックス | 3R 1:04 TKO（ボディストレート→パウンド） | ONE Fight Night 14: Stamp vs. Ham 【ONE世界アトム級王座決定戦】                      | 2023年9月30日  |
| ○    | 平田樹                   | 5分3R終了 判定3-0                        | ONE Fight Night 8: Bhullar vs. Malykhin                                              | 2023年3月25日  |
| ○    | デニス・ザンボアンガ     | 5分3R終了 判定3-0                        | ONE Championship: ONE X                                                              | 2022年3月26日  |
| ○    | デニス・ザンボアンガ     | 5分3R終了 判定2-1                        | ONE Championship: Empower                                                            | 2021年9月3日   |
| ○    | 浜崎朱加                 | 5分3R終了 判定2-1                        | RIZIN.20 【RIZIN女子スーパーアトム級タイトルマッチ】                                 | 2019年12月31日 |
| ○    | 山本美憂                 | 2R 4:42 TKO（グラウンドパンチ）          | RIZIN.19                                                                             | 2019年10月12日 |
| ○    | 前澤智                   | 1R 3:14 TKO（グラウンドキック）          | RIZIN.17                                                                             | 2019年7月28日  |
| ○    | パク・ジョンウン         | 5分3R終了 判定3-0                        | ROAD FC 051: XX 【ROAD FC女子アトム級タイトルマッチ】                                | 2018年12月15日 |
| ○    | ジン・ユウ・フライ       | 1R 4:40 TKO（左ストレート→パウンド）     | ROAD FC 045: XX 【ROAD FC女子アトム級タイトルマッチ】                                | 2017年12月23日 |
| ○    | 黒部三奈                 | 3R 4:13 TKO（パウンド）                  | ROAD FC 039 【ROAD FC女子アトム級王座決定戦】                                        | 2017年6月10日  |
| ×    | ダニエル・テイラー       | 5分3R終了 判定1-2                        | UFC Fight Night: Whittaker vs. Brunson                                               | 2016年11月26日 |
| ×    | ベック・ローリングス     | 5分3R終了 判定0-3                        | UFC Fight Night: Hunt vs. Mir                                                        | 2016年3月19日  |
| ○    | コートニー・ケイシー     | 5分3R終了 判定3-0                        | UFC Fight Night: Henderson vs. Masvidal                                              | 2015年11月28日 |
| ×    | ジョアン・コールダウッド | 5分3R終了 判定0-3                        | The Ultimate Fighter 20 Finale                                                       | 2014年12月12日 |
| ○    | 石岡沙織                 | 2R 2:43 アームバー                       | DEEP JEWELS 6 【DEEP JEWELSフェザー級タイトルマッチ】                                | 2014年11月3日  |
| ○    | アリョーナ・ラソヒーナ   | 5分2R終了 判定3-0                        | ROAD FC 018                                                                          | 2014年8月30日  |
| ○    | 紫乃ヴァンフース         | 5分2R終了 判定3-0                        | ROAD FC Korea 3: Korea vs. Brazil                                                    | 2014年4月6日   |
| ○    | サダエ・マヌーフ         | 5分3R終了 判定3-0                        | DEEP JEWELS 2 【DEEP JEWELSフェザー級タイトルマッチ】                                | 2013年11月4日  |
| ○    | スギロック               | 5分3R終了 判定3-0                        | JEWELS 24th RING 【JEWELSフェザー級タイトルマッチ】                                  | 2013年5月25日  |
| ○    | 水波綾                   | 1R 1:05 腕ひしぎ十字固め                 | Gladiator: Dream, Power and Hope                                                     | 2013年4月21日  |
| ×    | 浜崎朱加                 | 1R終了時 TKO（タオル投入）               | JEWELS 17th RING 【JEWELSライト級タイトルマッチ】                                    | 2011年12月17日 |
| ○    | V.V Mei                  | 5分2R終了 判定3-0                        | JEWELS 15th RING                                                                     | 2011年7月9日   |
| ○    | anna                     | 5分2R終了 判定3-0                        | GLADIATOR Gシリーズ15: G-I 2                                                         | 2011年3月6日   |
| ○    | 石岡沙織                 | 5分2R終了 判定3-0                        | DEEP 52 IMPACT                                                                       | 2011年2月25日  |
| ×    | 浜崎朱加                 | 5分2R終了 判定0-3                        | JEWELS 11th RING 【ライト級女王決定トーナメント 決勝】                               | 2010年12月17日 |
| ○    | 長野美香                 | 5分2R終了 判定2-1                        | JEWELS 11th RING 【ライト級女王決定トーナメント 準決勝】                             | 2010年12月17日 |
| ○    | 市井舞                   | 5分2R終了 判定3-0                        | JEWELS 9th RING 【ライト級女王決定トーナメント 1回戦】                               | 2010年7月31日  |
| ○    | 瀧本美咲                 | 5分2R終了 判定3-0                        | JEWELS 5th RING                                                                      | 2009年9月13日  |
| ×    | 藤井惠                   | 1R 3:39 腕ひしぎ十字固め                 | SMACKGIRL WORLD ReMix TOURNAMENT 2008 準決勝 【ライト級トーナメント 準決勝】         | 2008年4月25日  |
| ○    | 石岡沙織                 | 5分2R終了 判定3-0                        | SMACKGIRL WORLD ReMix TOURNAMENT 2008 開幕戦 【ライト級トーナメント 1回戦】          | 2008年2月14日  |
| ×    | 辻結花                   | 5分3R終了 判定0-3                        | SMACKGIRL 7th ANNIVERSARY 〜Starting Over〜 【スマックガールライト級タイトルマッチ】 | 2007年12月26日 |
| ○    | Edge                     | 5分2R終了 判定3-0                        | SMACKGIRL 2007 〜女王たちの一番熱い夏〜                                              | 2007年9月6日   |
| ×    | MIKU                     | 2R 3:44 三角絞め                         | club DEEP 富山 -野蛮人祭り6-                                                         | 2007年5月13日  |
| ○    | 渡辺久江                 | 5分2R終了 判定3-0                        | DEEP 28 IMPACT                                                                       | 2007年2月16日  |

### シュートボクシング
| 勝敗 | 対戦相手     | 試合結果                 | 大会名                                   | 開催年月日    |
| ×    | RENA         | 2分3R+延長1R終了 判定0-3 | Girls S-cup 2012 【トーナメント 準決勝】 | 2012年8月25日 |
| ○    | リサ・ワード | 2分3R終了 判定3-0        | Girls S-cup 2012 【トーナメント 1回戦】  | 2012年8月25日 |
| ×    | 神村エリカ   | 2分3R終了 判定0-3        | Girls S-cup2011 【トーナメント 決勝】    | 2011年8月19日 |
| ○    | MINA         | 2分3R終了 判定2-0        | Girls S-cup2011 【トーナメント 準決勝】  | 2011年8月19日 |
| ○    | 藤野恵実     | 2分3R終了 判定2-0        | Girls S-cup2011 【トーナメント 1回戦】   | 2011年8月19日 |

### キックボクシング
| 勝敗 | 対戦相手     | 試合結果          | 大会名                                                                         | 開催年月日    |
| ○    | キラッ☆yuuki | 3分3R終了 判定3-0 | DEEP JEWELS 4                                                                  | 2014年5月18日 |
| ×    | 神村エリカ   | 3分3R終了 判定0-3 | RISE 88 【RISE QUEEN次期挑戦者決定戦】                                         | 2012年6月2日  |
| ○    | 藪下めぐみ   | 2R 0:55 TKO       | GLADIATOR G・シリーズ14『KOK武士(もののふ)』 【キックボクシングルール】        | 2011年2月27日 |
| ○    | MIYU         | 3分3R終了 判定3-0 | GLADIATOR 6 【CMA KPWキック女子ライト級タイトルマッチ】                        | 2010年4月25日 |
| ○    | 大石綾乃     | 3分3R終了 判定3-0 | 日韓親善国際格闘技大会 GLADIATOR 岡山大会【K-1ルール】                         | 2009年11月3日 |
| ○    | 藪下めぐみ   | 3分2R終了 判定3-0 | CMAフェスティバル2 美濃輪育久デビュー10周年記念大会 【キックボクシングルール】 | 2007年7月23日 |

## 獲得タイトル
- CMA KPWキック女子ライト級王座（2010年）
- 第2代DEEP JEWELSフェザー級王座（2013年）
- 初代ROAD FC女子アトム級王座（2017年）
- 第2代RIZIN女子スーパーアトム級王座（2019年）

## 表彰
- UFC ファイト・オブ・ザ・ナイト（1回）